# Mahadev Desai

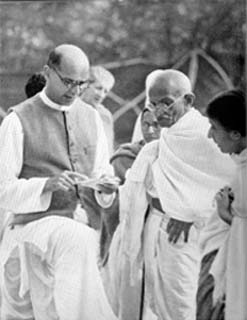
Mahadev Desai (links) und Gandhi beim Verfassen eines Briefes an den indischen Vizekönig, 7. April 1939

Mahadev Haribhai Desai (Gujarati મહાદેવભાઈ હરિભાઈ દેસાઈ; * 1. Januar 1892; † 15. August 1942) war Gandhis persönlicher Sekretär und sein engster Berater. Die Beziehung zwischen Gandhi und Desai wurde mit der zwischen Sokrates und Platon bzw. Buddha und Ananda verglichen. Auch Vergleiche Desais mit James Boswell wurden angestellt.

## Leben
Mahadev Desai wurde im Dorf Saras im Surat-Distrikt im indischen Bundesstaat Gujarat geboren. Sein Vater Haribhai Desai war Lehrer an der Dorfschule, seine Mutter war Jamnabehn Desai. Als Desai sieben Jahre alt war verstarb seine Mutter.
1905 wurde er im Alter von 13 Jahren mit Durgabehn verheiratet, welche zu diesem Zeitpunkt 12 Jahre alt war. Dieses Schicksal der Kinderheirat teilte er mit seinem späteren Chef Mohandas Gandhi, welcher ebenfalls mit der etwa gleichaltrigen Kasturba Gandhi als Kind verheiratet wurde. Die Kindesheirat lehnte Gandhi im Erwachsenenalter als Übel ab.
Desai war schon in jungen Jahren der Literatur zugeneigt. Im Jahre 1913 schloss er seine Studien in Philosophie und Rechtswissenschaften ab. Er war Kenner von Literatur in den Sprachen Gujarati und Englisch. So gewann er etwa einen Preis der Gujarat Forbes Society für die beste Übersetzung des Buches On Compromise von Lord Morley in die Sprache Gujarati.
Während er zusammen mit Gandhi und weiteren Mitstreitern im Palast des Aga Khan in Poona unter Arrest stand, starb er am 15. August 1942 im Alter von 50 Jahren an den Folgen eines Herzinfarktes.
Der Sohn von Mahadev und Durgabehn Desai wurde 1924 geboren und hieß Narayan.

## Werk und Wirken
Gandhi kam im Mai 1915 aus Südafrika nach Indien zurück und lebte im Sabarmati-Aschram bei Ahmedabad. Daraufhin bat er seine Landsleute, ihm Kritik und Meinungen postalisch zukommen zu lassen, woraufhin Desai und Narahari Parikh einen gemeinsamen Brief verfassten. Im Anschluss an eine öffentliche Veranstaltung Gandhis in der Premabhai Hall kamen die drei ins Gespräch. Er nahm die beiden mit zu sich in den Aschram, wo die drei dann etwa eineinhalb Stunden miteinander sprachen. Auf dem Rückweg waren beide davon überzeugt, sich Gandhi anzuschließen.
Parikh schloss sich Gandhi im April 1917 an; Desai tat es ihm zu diesem Zeitpunkt noch nicht gleich, blieb aber in Kontakt.
Nach einem Treffen in Mumbai sprach Gandhi zu Desai:

„Ich habe dich nicht grundlos gebeten, mich jeden Tag zu besuchen. Ich möchte, dass du dich mir anschließt und bei mir bleibst. Ich habe in dir genau die Art von jungem Menschen gesehen, den ich die letzten zwei Jahre gesucht hatte. Glaubst du mir, wenn ich dir sage, dass du der Mann bist, den ich wollte - der Mann, dem ich eines Tages mit Wohlgefühl meine ganze Arbeit anvertrauen kann und auf den ich mich sicher verlassen kann? Du bist zu mir gekommen […] Ich bin überzeugt davon, dass du mir wegen deiner guten Qualitäten in vielerlei Hinsicht nützlich sein kannst.“

Nachdem das Paar Mahadev und Durgabehn Desai im November 1917 eine Veranstaltung Gandhis besuchte, entschieden sich beide dazu, sich Gandhi anzuschließen. Desai blieb von dieser Zeit an bis zu seinem Tod 1942 für einen Zeitraum von 25 Jahren Gandhis engster Mitarbeiter und Vertrauter. Auch seine Frau Durgabehn war bei den indischen Revolutionären aktiv; unter anderem wurde berichtet, dass sie etwa beim Druck der Zeitungen mithalf, was für Frauen damals unüblich war.
Desai pendelte die Wege zwischen seinen verschiedenen Wirkungsstätten zu Fuß. Als Beispiel sei die Konstellation genannt, in der Desai in Maganwadi in Wardha wohnte und im Sevagram-Aschram arbeitete, der etwa fünfeinhalb Meilen entfernt lag. Es wird berichtet, dass er die Hin-und-Rückstrecke gelegentlich auch zwei Mal am Tag in der sengenden Hitze Zentralindiens zurücklegte, was ihm und seinen Tätigkeiten keinen Abbruch tat.
Seine Tätigkeiten umfassten etwa die Bearbeitung Gandhis umfangreicher Korrespondenz, die Koordination seiner Besucher und Termine. Nähere Bekannte meinten gar, Desai hatte durch sein Organisationstalent Gandhi zehn Jahre vergeudeter Zeit erspart. Da Desai im Aschram Gandhis tätig war, waren für ihn die dortigen Regeln wie etwa harte körperliche Arbeit selbstverständlich.
Desai spielte in vielen Projekten Gandhis eine sehr wichtige Rolle, so zum Beispiel (Auswahl):
- 1917 beim Textilarbeiterstreik in Ahmedabad[8]
- 1919 bei der gewaltfreien Aktion in Bardoli
- 1921 als Weiterbetreiber der Zeitung The Independent, bei welcher zuvor die Redaktion ins Gefängnis geworfen wurde
- 1928 Beteiligung an der Aktion in Bardoli
- 1930 beim Salzmarsch an der Seite Gandhis
- 1931 während der Round-Table-Konferenz; dabei einziger Begleiter Gandhis beim Treffen mit König George V.
- 1939 übernahm er eine wichtige Rolle in den Auseinandersetzungen in Rajkot und Mysore.
- 1940 half er eingesperrten Revolutionären in Bengalen und Punjab
- 1941 versuchte er bei den Aufständen in Ahmedabad Frieden zu stiften

Er wurde, genauso wie Gandhi und die indischen Revolutionäre (Satyagrahis) während der gewaltfreien Aktionen häufig vor Gericht gestellt und eingesperrt, so etwa (Auswahl):
- 1921 erster Gefängnisaufenthalt aufgrund kritischer Zeitungsartikel der Zeitung The Independent für ein Jahr
- 1930 Gefängnisaufenthalt zusammen mit Gandhi wegen des Salzmarsches
- 1932 und 1933 Gefängnisstrafen mit kurzer Unterbrechung zusammen mit Gandhi und Sardar Patel; zuerst im Yervada-Zentralgefängnis und anschließend im Belgaum-Gefängnis
- 1942 zusammen mit Gandhi in Poona, wo er kurz darauf starb

## Schriften (Auswahl)
Eine wichtige Tätigkeit Desais umfasste Schreibarbeiten in den Sprachen Englisch, Gujarati und Hindi. Er galt als großes Talent. Unter anderem kümmerte er sich um die Journale Gandhis (Harijan, Navajivan und Young India).
Desai war der Übersetzer der Autobiographie Gandhis The Story of My Experiments with Truth (deutsch: Die Geschichte meiner Experimente mit der Wahrheit) ins Englische.